# دزدان دریایی پری
دزدان دریایی پری (به انگلیسی: The Pirate Fairy) یک انیمیشن سه‌بعدی آمریکا از کمپانی والت دیزنی به کارگردانی پگی هولمز است. این فیلم ششمین قسمت از مجموعه فیلم های تینکربل است.
یک پری در انبارگاه گرد پری کار میکند که خیلی دوست دارد بداند که گرد پری چگونه ساخته شده یا چگونه میتوان ساخت یا چگونه قدرت های جدیدی خلق کرد و یک روز انبارگاه گرد پری خراب میشود و...

## جستاره های وابسته
- تینکربل
- راز بال ها